# Issues with Jane Velez-Mitchell
Jane Velez-Mitchell, à l'origine Issues with Jane Velez-Mitchell, est une émission de télévision d'information américaine présentée par la journaliste américaine Jane Velez-Mitchell et diffusée quotidiennement, du lundi au vendredi de 19 à 20 heures, sur la chaîne de télévision d'information en continu HLN. L'émission, diffusée depuis novembre 2008, remplace l'émission de Glenn Beck, lorsque celui-ci a changé de chaîne pour la chaîne concurrente Fox News. 
L'émission a été nommée lors des GLAAD Media Awards de 2010, dans la catégorie Outstanding TV Journalism Segment pour son sujet « Gay Teen Mutilated ».